# Antonio Branciforte Colonna
Antonio Branciforte Colonna (Palermo, 28 gennaio 1711 – Agrigento, 31 luglio 1786) è stato un cardinale e arcivescovo cattolico italiano.

## Biografia

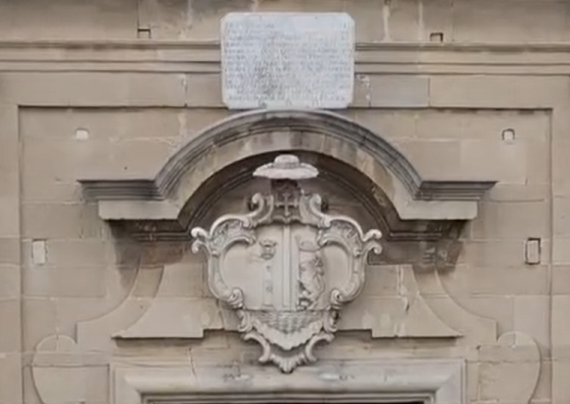
Lo stemma cardinalizio di Antonio Colonna Branciforte, posto sulla sommità del portale della Chiesa di Santa Maria Maggiore a Scordia, di cui egli celebrò la dedicazione.

Nacque il 28 gennaio 1711 a Palermo. Membro della famiglia Branciforte, era figlio di Anna Maria Naselli dei principi di Aragona e del Principe di Scordia.
Dopo aver frequentato nella città eterna la Pontificia Accademia dei Nobili Ecclesiastici nel 1730, frequentò l'Università La Sapienza di Roma, ove conseguì il 1º febbraio 1736 la laurea in utroque iure.
Divenuto referendario del Supremo Tribunale e della Segnatura Apostolica di Grazia e Giustizia, divenne Reggente della Cancelleria Apostolica. Nunzio straordinario a Parigi per portare alcune reliquie di valore al Delfino di Francia, ricevette gli ultimi due ordini minori il 21 dicembre 1753, acquisendo anche il suddiaconato il 23 dicembre successivo ed il diaconato il 1º gennaio 1754. Venne ordinato sacerdote il 2 febbraio 1754.
Eletto arcivescovo titolare di Tessalonica l'11 febbraio 1754, venne consacrato il 17 febbraio di quello stesso anno a Roma dal cardinale Joaquín Fernández de Portocarrero. Nominato assistente al Trono Pontificio il 27 febbraio 1754, divenne nunzio apostolico a Venezia il 2 aprile di quello stesso anno e Presidente dello Stato di Urbino dal 10 dicembre del 1759.
Creato cardinale nel concistoro del 26 settembre 1766, ricevette il 6 aprile dell'anno successivo la porpora cardinalizia unitamente al titolo di Santa Maria in Via, con il quale partecipò al conclave del 1769 che elesse papa Clemente XIV. Legato a Bologna per un triennio dal 26 giugno 1769, partecipò al conclave del 1774-1775 che elesse a pontefice Pio VI. Confermato alla legazione bolognese per un altro triennio il 13 marzo 1775, venne in seguito trasferito alla sede di Agrigento col titolo personale di arcivescovo il 15 aprile 1776.
Morì ad Agrigento il 31 luglio 1786. La sua salma venne esposta alla pubblica venerazione e sepolta nella cattedrale cittadina.

## Genealogia episcopale e successione apostolica
La genealogia episcopale è:
- Cardinale Sigismund von Kollonitz
- Cardinale Mihály Frigyes von Althan
- Cardinale Juan Álvaro Cienfuegos Villazón, S.I.
- Cardinale Joaquín Fernández de Portocarrero
- Cardinale Antonio Branciforte Colonna

La successione apostolica è:
- Arcivescovo Giovanni Maria Spinelli, C.R. (1767)
- Vescovo Simone Pietro di Santa Caterina, O.M.D. (1779)